# Spiranthes odorata
Spiranthe odorante
Espèce
Spiranthes odorata, la Spiranthe odorante, est une espèce de plantes à fleurs de la famille des Orchidaceae (les orchidées) originaire des États-Unis.

## Description
Plante herbacée vivace, cette orchidée pousse jusqu'à 50 cm de haut et de large. Les fleurs sont portées en rangées verticales denses sur des épis verts robustes, dans un motif légèrement tordu (d'où Spiranthes, « fleur tordue »). Cet effet est dû à une croissance cellulaire inégale. Les fleurs, qui apparaissent à la fin de l'été et à l'automne, sont blanches, cagoulées et parfumées (d'où l'épithète spécifique odorata).
Cette plante est pollinisée par des bourdons, notamment Bombus pensylvanicus, Bombus fervidus, Bombus impatiens et Bombus nevadensis.

## Répartition
Espèce originaire du sud-est des États-Unis d'Amérique, son aire de répartition va du Texas à l'ouest jusqu'au Delaware au nord.   
Elle pousse dans des environnements humides et partiellement ombragés avec un sol acide ou neutre.  

## Cultivars
Au Royaume-Uni, le cultivar 'Chadd's Ford' a remporté le prix du mérite horticole de la Royal Horticultural Society,. 
Nécessitant un sol fertile à mi-ombre, elle est rustique jusqu'à −10 °C, mais, dans les zones à gel plus intense, il faut un paillis sec pendant les mois d'hiver.

## Systématique
Le nom correct complet (avec auteur) de ce taxon est Spiranthes odorata (Nutt.) Lindl..
L'espèce a été initialement classée dans le genre Neottia sous le basionyme Neottia odorata Nutt..
Spiranthes odorata a pour synonymes :
- Gyrostachys odorata (Nutt.) Kuntze
- Ibidium odoratum (Nutt.) House
- Neottia odorata Nutt.
- Spiranthes cernua subsp. odorata (Nutt.) Kreutz & M.H.Schot
- Spiranthes cernua var. odorata (Nutt.) Correll
- Triorchis odoratus (Nutt.) Nieuwl.
- Triorchos odoratus (Nutt.) Nieuwl.
- Triorchos trilobus (Small) House